# Papua (provins)
Papua är en provins på västra Nya Guinea (Västpapua) i Indonesien. Provinsen Papua Barat (tidigare kallad Irian Jaya Barat) var förr en del av Papua men bildade en egen provins 14 november 2003. Den gränsar i öster till den suveräna staten Papua Nya Guinea, i norr till Stilla havet, i väster till Teluk Irian och i söder till provinserna Central Papua och Highland Papua. Provinsen delar också sjögränser med Palau i Stilla havet. Efter att tjugo regenturer delats ut för att skapa de tre nya provinserna Centralpapua, Höglandspapua och Sydpapua den 30 juni 2022 är den kvarvarande provinsen indelad i åtta regenturer (kabupaten) och en stad (kota), varav den senare är provinshuvudstaden Jayapura.
Enligt folkräkningen 2020 hade landet en befolkning på 4 303 707 personer, varav majoriteten var kristna. Antropologiskt sett räknas Nya Guinea till Melanesien. Provinsen är rik på naturresurser men har begränsad infrastruktur och mindre kvalificerade mänskliga resurser. Hittills har Papua haft en ganska god ekonomisk utveckling tack vare stöd från ekonomiska källor, särskilt gruv-, skogs-, jordbruks- och fiskeriprodukter. Gruvdrift är fortfarande och förblir en av de dominerande ekonomiska sektorerna i Papua. Grasberggruvan, världens största guldgruva och näst största koppargruva, ligger i höglandet nära Puncak Jaya, Papuas högsta berg.
Den inhemska papuanska maten består vanligtvis av stekt vildsvin med rotfrukter som sötpotatis. Huvudfödan i Papua och östra Indonesien i allmänhet är sago, som ersättning till de i centrala och västra indonesiska kökens föredragande av ris som huvudföda.

## Historia
År 1511 kallade Antonio d'Arbau, en portugisisk sjöman, Papua-regionen för "Os Papuas" eller llha de Papo. Don Jorge de Menetes, en sjöman från Spanien, stannade också till i Papua några år senare (1526-1527), han hänvisar till regionen som "Papua", vilket nämndes i Antonio Figafettas dagbok, sekreteraren för Magellans resa. Figafetta kände till namnet Papua när han stannade till på ön Tidore. Det blev en spansk kolloni under en period. År 1606 genomfördes en expedition ombord Duyfken byggd 1595, ledd av befälhavaren Wiliam Jansen från Holland till Papua. Expeditionen bestod av tre fartyg som seglade från Javas nordkust och stannade vid Kaiöarna på Papuas sydvästkust. Med det ökande holländska greppet i regionen lämnade spanjorerna Nya Guinea 1663. I början av 1800-talet administrerades Nederländska Nya Guinea från Moluckerna. Även om kusten hade kartlagts 1825 av kaptenlöjtnant D.H. Kolff hade det inte gjorts några seriösa försök att etablera en permanent närvaro på där.
Före omkring 1930 visade de europeiska kartorna högländerna som obebodda skogar. När man sedan flög över dem med flygplan såg man många bosättningar med terrasser och palissader. Den mest uppseendeväckande upptäckten gjordes den 4 augusti 1938, då Richard Archbold upptäckte Baliemflodens stora dal, där 50 000 ännu oupptäckta stenåldersbönder bodde i ordnade byar. Danifoket, eller Ndani, var det sista samhället i sin storlek som tog första kontakt med resten av omvärlden.
Provinsens yta uppgår till 317 062 km² och befolkningen var 2010 2 851 999 invånare.

## Administrativ indelning
Provinsen är indelad i 28 distrikt och 1 stad.
Distrikt (Kabupaten): 
- Asmat
- Biak Numfor
- Boven Digoel
- Deiyai
- Dogiyai
- Intan Jaya
- Jayapura
- Jayawijaya
- Keerom
- Kepulauan Yapen
- Lanny Jaya
- Mamberamo Raya
- Mamberamo Tengah
- Mappi
- Merauke
- Mimika
- Nabire
- Nduga
- Paniai
- Pegunungan Bintang
- Puncak
- Puncak Jaya
- Sarmi
- Supiori
- Tolikara
- Waropen
- Yahukimo
- Yalimo

Stad (Kota): 
- Jayapura

## Förväxlingsmöjlighet
Papua ska inte förväxlas med Papua Nya Guinea, som är den självständiga stat som bland annat täcker östra delen av ön Nya Guinea.